# Anthidium sinuatellum
Anthidium sinuatellum är en biart som beskrevs av Pasteels 1984. Anthidium sinuatellum ingår i släktet ullbin, och familjen buksamlarbin. Inga underarter finns listade i Catalogue of Life.